# Línea 902 (Argentina)
La línea 902 de autobuses es una concesión de jurisdicción nacional para el transporte de pasajeros. El servicio está actualmente operado por la empresa A.T.A.C.O. NORTE S.A.C.I.. 
Su recorrido conecta la localidad de Resistencia, cabecera del departamento San Fernando, Provincia del Chaco, con la localidad de Corrientes, cabecera del departamento Capital, Provincia de Corrientes.

## Recorrido
- Ciudad de Resistencia
- Barranqueras
- Barrio San Pedro Pescador
- Ciudad de Corrientes

## Flota

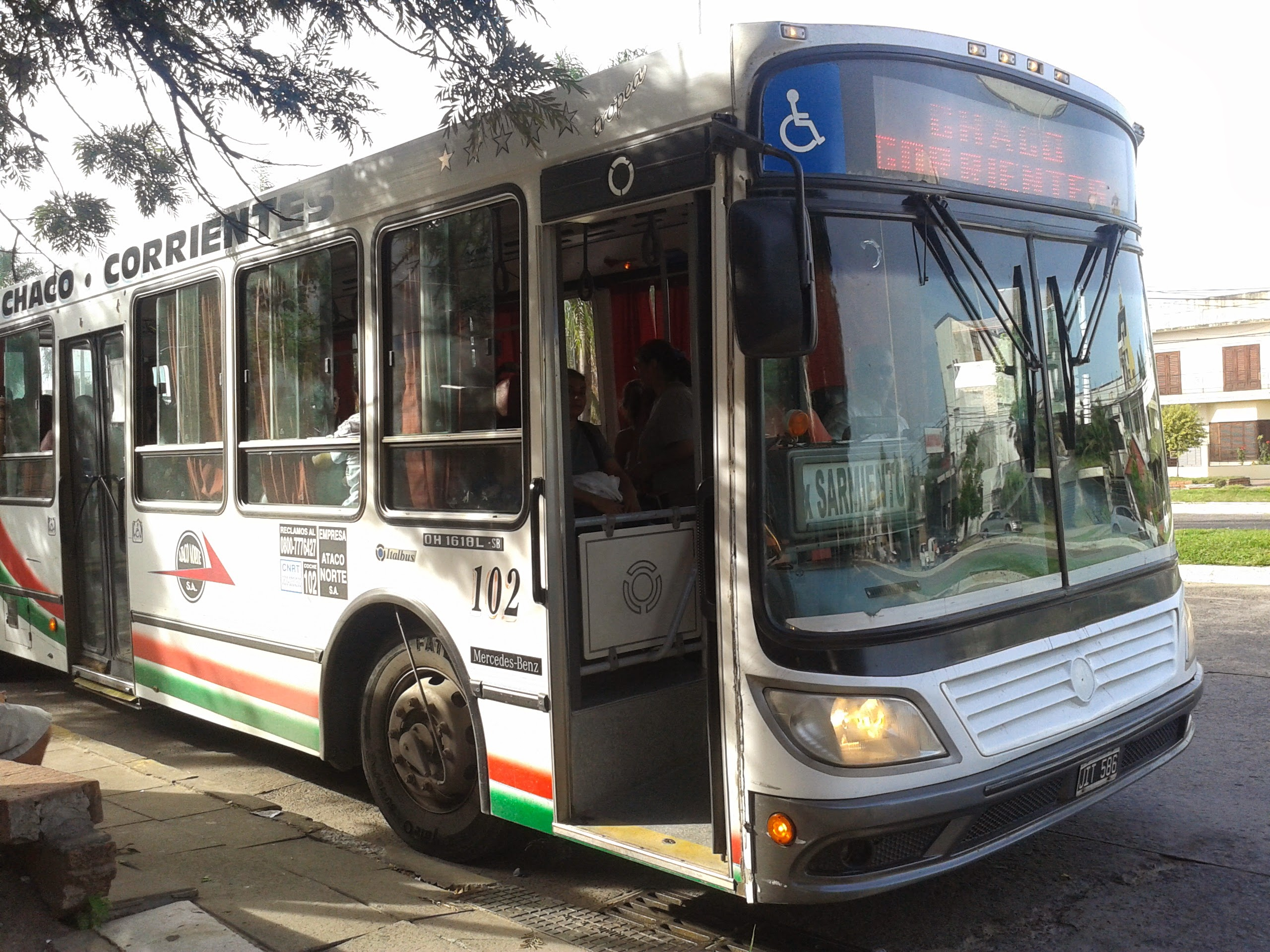
Colectivo Mercedes Benz, Italbus; Dominio: JIT 586; que presta servicio uniendo las provincias de Chaco y Corrientes, como Coche 102, de la Empresa ATACO Norte S.A.

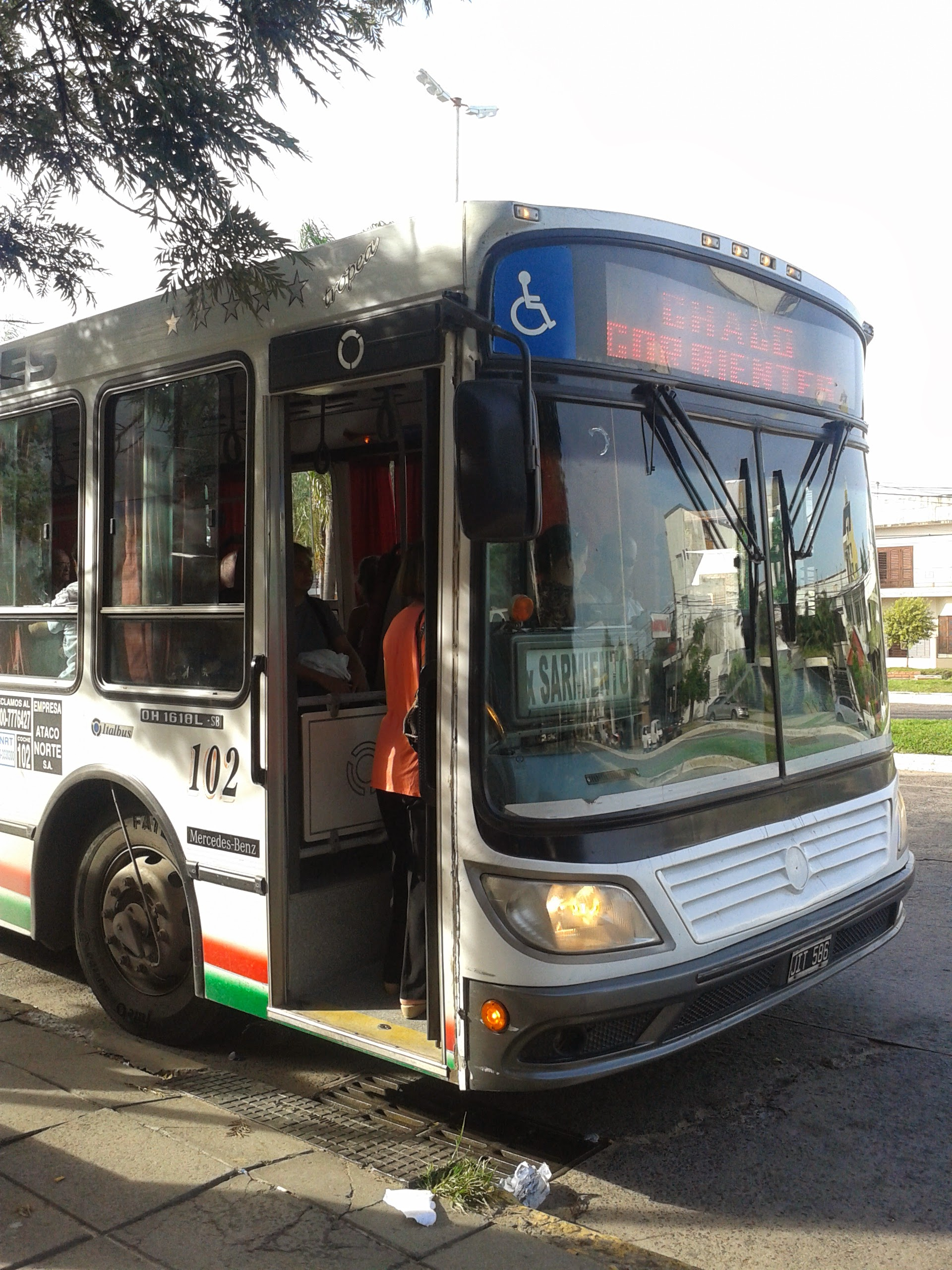
Colectivo Mercedes Benz, Italbus; Dominio: JIT 586; que presta servicio uniendo las provincias de Chaco y Corrientes, como Coche 102, de la Empresa ATACO Norte S.A.

Patentes (Dominios) de los vehículos de la Empresa ATACO NORTE:
- AC146FE
- AC146FF
- AC146FG
- AC146FH
- AC146FI
- AC146FL
- AC146FJ
- AC146FM
- AC146FN
- AC146FO
- AC146FK
- AC496VV
- AC550YK

Esta empresa está empadronada en la CNRT con los siguientes datos:
- Código: 251
- Nombre: A.T.A.C.O. NORTE S.A.C.I.
- Dirección: AV 25 DE MAYO 2070
- Localidad: RESISTENCIA
- Teléfonos:
  - +54 (0362) 4464361
  - 0800 777 6427

Horarios de Atención: Lunes a viernes, de 8:00 a 19:00 hs.